# Nederlandse kampioenschappen atletiek 1963

Verspringen (Corrie Bakker)

In 1963 werden de Nederlandse kampioenschappen atletiek gehouden op 10 en 11 augustus op de Nenijto sintelbaan in Rotterdam. De organisatie lag in handen van het district Zuid-Holland van de KNAU. De weersomstandigheden waren stormachtig.
Het Nederlands kampioenschap op de 3000 m steeple werd op 25 augustus gehouden in Middelburg.
Het Nederlands kampioenschap tienkamp (heren) vond op 24 en 25 augustus plaats in het Sportpark Eindhoven en de vijfkamp (dames) op 28 en 29 september in het Gemeentelijk Sportpark in Beverwijk.

## Uitslagen

### 100 m
| rang   | atleet        | prestatie |
| ------ | ------------- | --------- |
| Goud   | Frans Luitjes | 10,4 s    |
| Zilver | Hans Smit     | 10,6 s    |
| Brons  | Piet Tamminga | 10,6 s    |

| rang   | atlete         | prestatie |
| ------ | -------------- | --------- |
| Goud   | Ellen Ort      | 11,6 s    |
| Zilver | Joke Bijleveld | 11,7 s    |
| Brons  | Corrie Bakker  | 11,8 s    |

### 200 m
| rang   | atleet     | prestatie |
| ------ | ---------- | --------- |
| Goud   | Hans Smit  | 21,6 s    |
| Zilver | Frits Boss | 21,8 s    |
| Brons  | Jaap Smit  | 22,1 s    |

| rang   | atlete               | prestatie |
| ------ | -------------------- | --------- |
| Goud   | Tilly van der Zwaard | 24,2 s    |
| Zilver | Ellen Ort            | 24,6 s    |
| Brons  | Truus Cruiming       | 24,8 s    |

### 400 m
| rang   | atleet          | prestatie |
| ------ | --------------- | --------- |
| Goud   | Jaap Noordenbos | 48,9 s    |
| Zilver | Tjerk Vellinga  | 49,9 s    |
| Brons  | Jos Bleylevens  | 50,0 s    |

| rang   | atlete               | prestatie |
| ------ | -------------------- | --------- |
| Goud   | Tilly van der Zwaard | 55,7 s    |
| Zilver | Gerda Kraan          | 57,0 s    |
| Brons  | Geesje Soesbeek      | 58,5 s    |

### 800 m
| rang   | atleet        | prestatie |
| ------ | ------------- | --------- |
| Goud   | Chris Konings | 2.03,5    |
| Zilver | Jan van Uden  | 2,04,4    |
| Brons  | Dorus Borst   | 2,04,9    |

| rang   | atlete              | prestatie |
| ------ | ------------------- | --------- |
| Goud   | Gerda Kraan         | 2.10,2    |
| Zilver | Jannie van Eyck-Vos | 2.12,9    |
| Brons  | Ilja Laman          | 2.17,9    |

### 1500 m
| rang   | atleet           | prestatie |
| ------ | ---------------- | --------- |
| Goud   | Henk Snepvangers | 3.54,4    |
| Zilver | Ton Blok         | 3.55,6    |
| Brons  | Piet Deelstra    | 3.55,6    |

### 5000 m
| rang   | atleet        | prestatie |
| ------ | ------------- | --------- |
| Goud   | Cees Clement  | 14.47,2   |
| Zilver | Joep Delnoye  | 14.48,8   |
| Brons  | Dirk de Bruyn | 14.59,6   |

### 10.000 m
| rang   | atleet       | prestatie |
| ------ | ------------ | --------- |
| Goud   | Cees Clement | 31.06,8   |
| Zilver | Joep Delnoye | 31.07,2   |
| Brons  | Joop Evers   | 31.22,8   |

### 110 m horden/80 m horden
| rang   | atleet         | prestatie |
| ------ | -------------- | --------- |
| Goud   | Eef Kamerbeek  | 14,3 s    |
| Zilver | Rob Miltenburg | 15,0 s    |
| Brons  | Harry Joacim   | 15,0 s    |

| rang   | atlete          | prestatie |
| ------ | --------------- | --------- |
| Goud   | Lia Hinten      | 11,0 s    |
| Zilver | Toos Mutter     | 11,3 s    |
| Brons  | Liberta Lansink | 11,7 s    |

### 400 m horden
| rang   | atleet        | prestatie |
| ------ | ------------- | --------- |
| Goud   | Leo Stevens   | 54,9 s    |
| Zilver | Eef Kamerbeek | 56,1 s    |
| Brons  | Harry Dorst   | 56,1 s    |

### 3000 m steeple
| rang   | atleet      | prestatie |
| ------ | ----------- | --------- |
| Goud   | Hein Cujé   | 9.05,6    |
| Zilver | Jos Scheyen | 9.29,6    |
| Brons  | Jan Wit     | 9.38,9    |

### Verspringen
| rang   | atleet           | prestatie |
| ------ | ---------------- | --------- |
| Goud   | Leo de Winter    | 7,37 m    |
| Zilver | Gerard Weisscher | 7,27 m    |
| Brons  | Henk Evers       | 7,16 m    |

| rang   | atlete          | prestatie |
| ------ | --------------- | --------- |
| Goud   | Ellen Ort       | 6,09 m    |
| Zilver | Corrie Bakker   | 5,99 m    |
| Brons  | Paula Weisscher | 5,57 m    |

### Hink-stap-springen
| rang   | atleet       | prestatie |
| ------ | ------------ | --------- |
| Goud   | Henk Evers   | 14,45 m   |
| Zilver | Kees de Kort | 13,77 m   |
| Brons  | Joop Kant    | 13,47 m   |

### Hoogspringen
| rang   | atleet         | prestatie |
| ------ | -------------- | --------- |
| Goud   | Jan van Heek   | 1,825 m   |
| Zilver | Rein Knol      | 1,825 m   |
| Brons  | C. van Ieperen | 1,78 m    |

| rang   | atlete             | prestatie |
| ------ | ------------------ | --------- |
| Goud   | Marjan Thomas      | 1,63 m    |
| Zilver | Paula Weisscher    | 1,53 m    |
| Brons  | Mary van der Raadt | 1,53 m    |

### Polsstokhoogspringen
| rang   | atleet        | prestatie |
| ------ | ------------- | --------- |
| Goud   | Servee Wijsen | 3,90 m    |
| Zilver | Fred Krikke   | 3,80 m    |
| Brons  | Jan de Vries  | 3,70 m    |

### Kogelstoten
| rang   | atleet            | prestatie |
| ------ | ----------------- | --------- |
| Goud   | Cees van Wees     | 15,53 m   |
| Zilver | Herman Timme      | 15,29 m   |
| Brons  | Piet van der Kruk | 15,19 m   |

| rang   | atlete            | prestatie |
| ------ | ----------------- | --------- |
| Goud   | Els van Noorduyn  | 14,00 m   |
| Zilver | Corrie van Wijk   | 13,60 m   |
| Brons  | Ine Oude Avenhuis | 13,43 m   |

### Discuswerpen
| rang   | atleet         | prestatie |
| ------ | -------------- | --------- |
| Goud   | Dick Schrieken | 46,28 m   |
| Zilver | Herman Timme   | 46,18 m   |
| Brons  | Eef Kamerbeek  | 44,79 m   |

| rang   | atlete       | prestatie |
| ------ | ------------ | --------- |
| Goud   | Loes Boling  | 42,94 m   |
| Zilver | Esther Schot | 39,95 m   |
| Brons  | Bep Toussain | 39,10 m   |

### Speerwerpen
| rang   | atleet               | prestatie |
| ------ | -------------------- | --------- |
| Goud   | Frans van der Heyden | 64,08 m   |
| Zilver | Joop Brouwer         | 59,23 m   |
| Brons  | Piet Olofsen         | 57,98 m   |

| rang   | atlete                    | prestatie |
| ------ | ------------------------- | --------- |
| Goud   | Wil Hulshof-van Montfoort | 44,83 m   |
| Zilver | Henny de Bruin            | 41,83 m   |
| Brons  | Greet Versterre           | 39,82 m   |

### Kogelslingeren
| rang   | atleet         | prestatie |
| ------ | -------------- | --------- |
| Goud   | Jan Romani     | 54,98 m   |
| Zilver | Sjef Swinckels | 43,60 m   |
| Brons  | Herman Buuts   | 43,02 m   |

### Tienkamp/Vijfkamp
| rang   | atleet        | prestatie |
| ------ | ------------- | --------- |
| Goud   | Eef Kamerbeek | 7345 p    |
| Zilver | Jan van Heek  | 6100 p    |
| Brons  | Wim Thissen   | 5750 p    |

| rang   | atlete        | prestatie |
| ------ | ------------- | --------- |
| Goud   | Lia Hinten    | 4413 p    |
| Zilver | Ellen Ort     | 4378 p    |
| Brons  | Corrie Bakker | 4008 p    |

### Marathon
| rang   | atleet           | prestatie  |
| ------ | ---------------- | ---------- |
| Goud   | Jan Smits        | 2:36.15,04 |
| Zilver | Joop van de Berg | 2:38.05,0  |
| Brons  | Rudi Mol         | 2:42.18,9  |

### 20 km snelwandelen
| rang   | atleet          | prestatie |
| ------ | --------------- | --------- |
| Goud   | Peter van Soest | 1:49.17,0 |
| Zilver | Jan Cijs        | 1:49.21,0 |
| Brons  | Jan van Dijk    | 1:55.44,6 |

### 50 km snelwandelen
| rang   | atleet        | prestatie |
| ------ | ------------- | --------- |
| Goud   | Jan Cijs      | 5:03.50,0 |
| Zilver | Jan van Dijk  | 5:06.58,0 |
| Brons  | Pieter Mulder | 5:10.39,0 |

1904 · 
1908 · 
1909 · 
1910 · 
1911 · 
1912 · 
1913 · 
1914 · 
1915 · 
1917 · 
1918 · 
1919 · 
1920 · 
1921 · 
1922 · 
1923 · 
1924 · 
1925 · 
1926 · 
1927 · 
1928 · 
1929 · 
1930 · 
1931 · 
1932 · 
1933 · 
1934 · 
1935 · 
1936 · 
1937 · 
1938 · 
1939 · 
1940 · 
1941 · 
1942 · 
1943 · 
1944 · 
1946 · 
1947 · 
1948 · 
1949 · 
1950 · 
1951 · 
1952 · 
1953 · 
1954 · 
1955 · 
1956 · 
1957 · 
1958 · 
1959 · 
1960 · 
1961 · 
1962 · 
1963 · 
1964 · 
1965 · 
1966 · 
1967 · 
1968 · 
1969 · 
1970 · 
1971 · 
1972 · 
1973 · 
1974 · 
1975 · 
1976 · 
1977 · 
1978 · 
1979 · 
1980 · 
1981 · 
1982 · 
1983 · 
1984 · 
1985 · 
1986 · 
1987 · 
1988 · 
1989 · 
1990 · 
1991 · 
1992 · 
1993 · 
1994 · 
1995 · 
1996 · 
1997 · 
1998 · 
1999 · 
2000 · 
2001 · 
2002 · 
2003 · 
2004 · 
2005 · 
2006 · 
2007 · 
2008 · 
2009 · 
2010 · 
2011 · 
2012 · 
2013 · 
2014 · 
2015 · 
2016 ·
2017 ·
2018 ·
2019 ·
2020 ·
2021 ·
2022 ·
2023 ·
2024 ·
2025